# Neobaryssinus phalarus
Neobaryssinus phalarus är en skalbaggsart som beskrevs av Monné och Martins 1976. Neobaryssinus phalarus ingår i släktet Neobaryssinus och familjen långhorningar. Inga underarter finns listade i Catalogue of Life.